# Мерічешть
Мерічешть, Мерічешті (рум. Măricești) — село у повіті Вилча в Румунії. Входить до складу комуни Фиртецешть.
Село розташоване на відстані 171 км на захід від Бухареста, 55 км на південний захід від Римніку-Вилчі, 43 км на північ від Крайови.

## Населення
За даними перепису населення 2002 року у селі проживали 119 осіб, усі — румуни. Усі жителі села рідною мовою назвали румунську.